# División Central (MLS)
La División Central  (en inglés, MLS Central Division) fue una de las tres conferencias de la MLS, desde el año 2000 hasta el año 2001.

## Miembros en 2000-2001
- Chicago Fire
- Columbus Crew
- Dallas Burn
- Tampa Bay Mutiny

### Cambios a partir en 1999
- Se fundó la División Central.
- El Chicago Fire y el Dallas Burn llegaron desde la Conferencia del Oeste.
- El Columbus Crew y el Tampa Bay Mutiny llegaron desde la Conferencia del Este.

### Antes de la Temporada 2002
- Los equipos Miami Fusion y el Tampa Bay Mutiny dejaron de existir de la liga, dando lugar a la desaparición de la División Central.
- El Chicago Fire y el Columbus Crew fueron movidos a la Conferencia del Este.
- El Dallas Burn vuelve a la Conferencia del Oeste.

## Campeones de la División en temporada regular
- 2000: Chicago Fire.
- 2001: Chicago Fire.